# Landtagswahl in Liechtenstein 1970
- VU: 8
- FBP: 7

Die Landtagswahl in Liechtenstein 1970 fand am 30. Januar und 1. Februar 1970 statt und war die reguläre Wahl der Legislative des Fürstentums Liechtenstein. Hierbei wurden alle 15 Abgeordneten des Landtags des Fürstentums Liechtenstein in den beiden Wahlkreisen Ober- und Unterland vom Landesvolk gewählt.
Zum letzten Mal wurde nach dem Listenproporz gewählt.

## Ausgangslage
Bei der Landtagswahl 1966 erreichte die Fortschrittliche Bürgerpartei in Liechtenstein 48,47 %, die Vaterländische Union 42,79 % und die Christlich-soziale Partei Liechtensteins 8,74 % der abgegebenen Stimmen. 

## Wahlergebnis
Von 4309 Wahlberechtigten nahmen 4091 Personen an der Wahl teil (94,9 %). Von den abgegebenen Stimmen waren 4051 gültig. Die Stimmen und Mandate verteilten sich in den beiden Wahlkreisen – Oberland und Unterland – wie folgt:
| Partei                              | Stimmen  | Stimmen   | Stimmen   | Stimmen       | Sitze    | Sitze     | Sitze     |
| ----------------------------------- | -------- | --------- | --------- | ------------- | -------- | --------- | --------- |
| Partei                              | Oberland | Unterland | insgesamt | Stimmenanteil | Oberland | Unterland | insgesamt |
| Fortschrittliche Bürgerpartei (FBP) | 1295     | 683       | 1978      | 48,83 %       | 4        | 3         | 7         |
| Vaterländische Union (VU)           | 1456     | 552       | 2008      | 49,57 %       | 5        | 3         | 8         |
| Christlich-Soziale Partei (CSP)     | 0        | 65        | 65        | 1,60 %        | 0        | 0         | 0         |